# 120-мм корабельна гармата QF 4.7-inch Mk XI
120-мм (4,7-дюймова) корабельна артилерійська система марки QF Mark XI (англ. 4.7 inch QF Mark XI) — британська корабельна гармата часів Другої світової війни. Артилерійська система QF Mark XI була основним корабельним озброєнням ескадрених міноносців окремих типів, що перебували на озброєнні британських військово-морських сил, а також флоту Туреччини.

## Конструкція та історія
120-мм корабельна гармата Mk XI у двоствольних баштах Mk XX була розроблена для озброєння есмінців типу L та M, що надходили до Королівського флоту на початку Другої світової війни. Артилерійська система дозволяла вести вогонь 28,1 кг снарядами з дульною швидкістю 774 м/с на максимальну відстань до 19 420 м під кутом 45 °. Гармата була здатна вести стрільбу з інтервалом 6 секунд.
Артилерійські снаряди до системи QF 4.7-inch Mk XI були потужнішими та на 24 % важчими ніж їхні попередники артилерійські системи 4.7 inch QF Mark IX & XII і не поступались італійським корабельним гарматам 120/50 Mod. 1926 та могли діяти як додаткове зенітне озброєння кораблів. Бронепробивність Mk XI становила 76 мм броні на відстані до 10 км, а не 5,9 км, як це було у попередніх систем.
15 червня 1942 року в битві біля Пантеллерії британські есмінці «Марне», «Матчлесс» та «Ітуріель» зіткнулись з італійським формуванням, яке їх переважало. У ході бою «Марне» випустив 704 снаряди по кораблях противника, «Матчлесс» — 746, а «Ітуріель» (озброєний QF Mark IX) встиг вистрілити тільки 246 боєприпасів.
Есмінець «Марне» уразив італійський крейсер «Еудженіо ді Савойя», «Матчлесс» не влучив в інший крейсер «Раймондо Монтекукколі», проте вогнем корабельної артилерії головного калібру зміг уразити великий есмінець «Уголіно Вівальді». У результаті влучення 120-мм снаряду гармати Mk XI всередину корабля на «Уголіно Вівальді» зайнялась велика пожежа й есмінець вимушено вийшов з бою і тільки на базі пожежу змогли погасити.